# Storm Shadow
Storm Shadow je stealth podzvuková střela s plochou dráhou letu vyráběná evropským konsorciem MBDA. Do služby byla zavedena roku 2004. Francouzské označení střely je SCALP EG (Système de Croisière Autonome à Longue Portée – Emploi Général). Námořní varianta střely je vyvíjena pod označením MdCN (Missile De Croisière Naval), popř. SCALP Naval. Střela je vhodná k ničení bodových silně bráněných cílů.
Konstrukčně střela vychází z protiletištní střely MBDA Apache. Je integrována do výzbroje bojových letadel Tornado GR4, Saab Gripen, Tornado IDS, Dassault Mirage 2000 a Dassault Rafale. Plánováno je zařazení střely do výzbroje letadel Eurofighter Typhoon a F-35 Lightning II.
Od roku 2017 probíhá vývoj nástupce střely v rámci programu Future Cruise/Anti-Ship Weapon.

## Vývoj

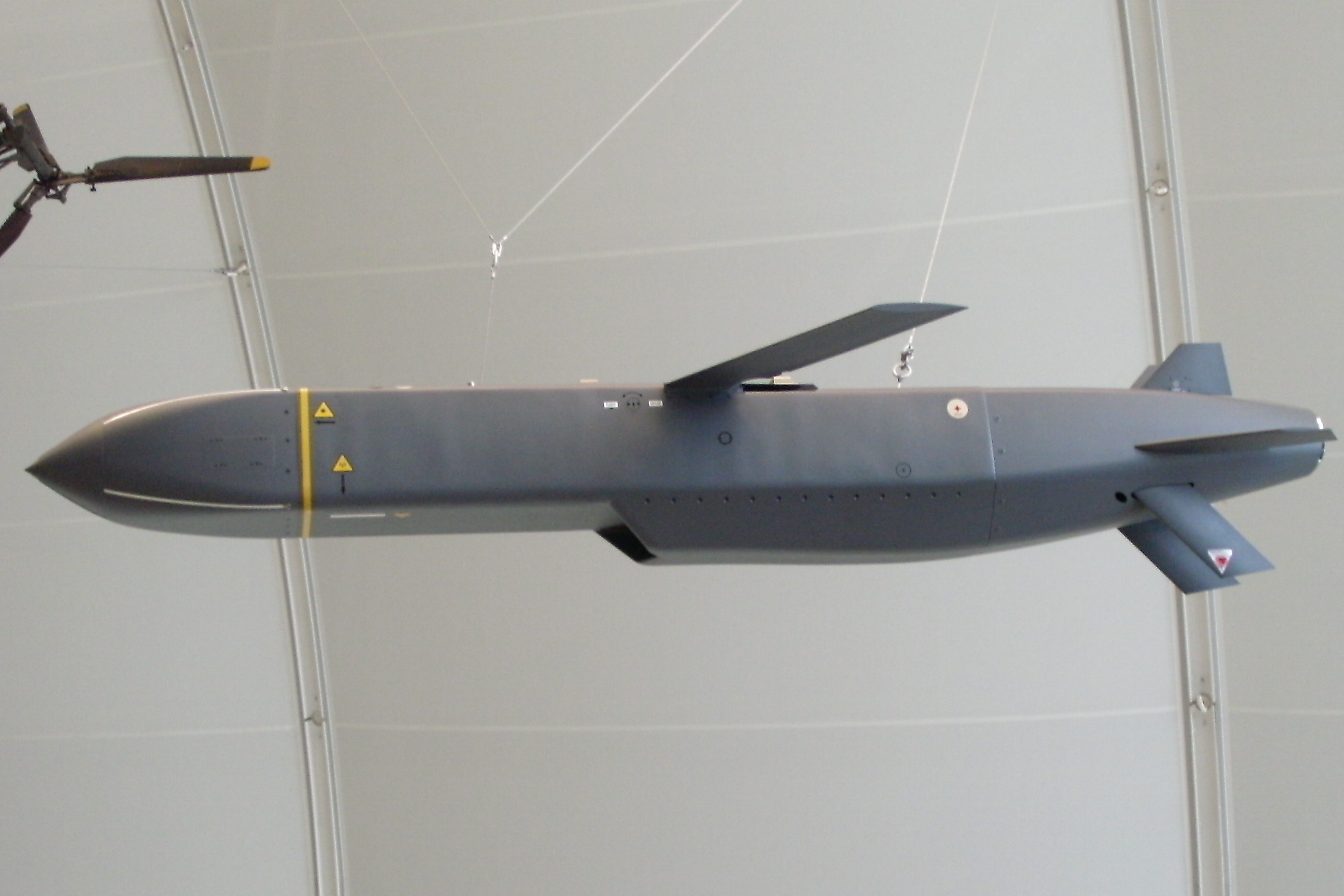
Storm Shadow

Britské ministerstvo obrany roku 1994 vyhlásilo soutěž o novou protizemní střelu. Z několika nabídek byla roku 1996 vybrána střela BAe/Matra Storm Shadow. V roce 1997 střely objednaly Velká Británie, Francie a Spojené arabské emiráty. V témž roce začal vývoj střely. První zkušební odpal střely z letounu proběhl roku 2000. Sériová výroba byla zahájena roku 2002. Jako další uživatelé střely objednaly Itálie (1999), Řecko (2000) a Saúdská Arábie (2006).

## Popis

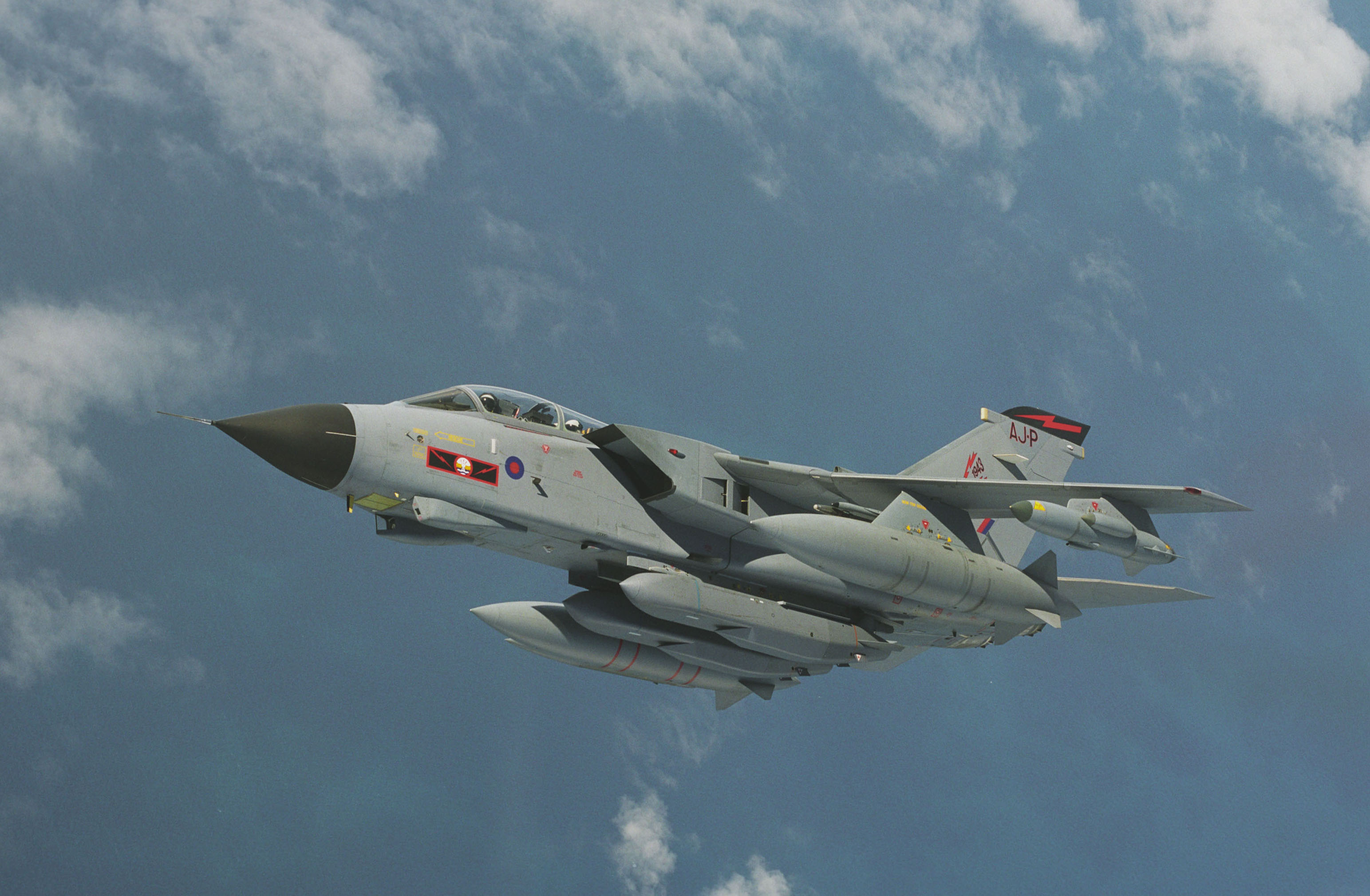
Bojový letoun Tornado GR4 617. peruti RAF nesoucí pod trupem dvě střely Storm Shadow

V konstrukci střely jsou široce uplatněna opatření na redukci signatur. Střela za letu používá vysouvací křídlo, přičemž ji pohání proudový motor Microturbo TRI 60-30 o tahu 5,4 kN. Je vybavena tandemovou kumulativní hlavicí BROACH o hmotnosti 250 kg. Kumulativní nálož udělá do cíle otvor, kterým se do jeho nitra dostane sekundární průbojná hlavice. Střela může překonat až 4 metry železobetonu. Naváděna je s pomocí GPS s koncovým navedením pomocí infračervené kamery.

## SCALP Naval
Střela s plochou dráhou letu SCALP Naval/MdCN má mít dolet přesahující 1000 km. Bude využívat kombinovanou naváděcí soustavu s GPS a termovizní kamerou. Francouzské námořnictvo objednalo roku 2006 celkem 200 střel, z toho 150 pro plavidla a 50 pro ponorky. Fregaty třídy FREMM je budou vypouštět z vertikálních vypouštěcích sil Sylver A70 a ponorky třídy Suffren ze svých 533mm torpédometů. Do července 2012 proběhly tří úspěšné testy střely.

## Operační služba

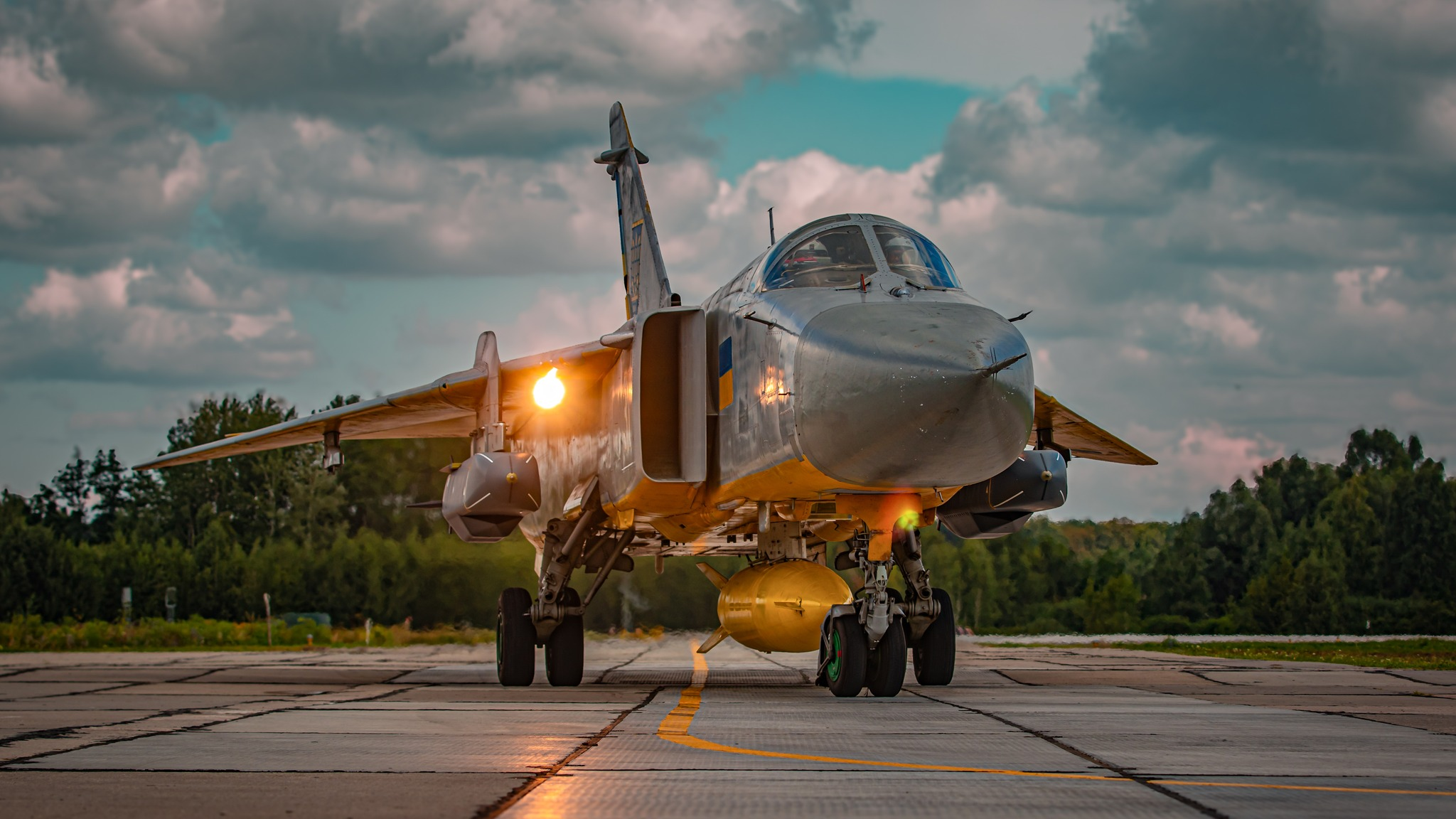
Ukrajinský Su-24M s podvěšenými střelami Storm Shadow

Ve válce v Iráku v roce 2003 bylo použito celkem 27 střel Storm Shadow. Během intervence v Libyi roku 2011 bylo britskými, italskými a francouzskými letadly vypuštěno okolo 75 střel SCALP EG/Storm Shadow.
Námořní verze střely MdCN byla poprvé bojově použita 14. dubna 2018 během série útoků provedených ozbrojenými silami USA, Francie a Velké Británie proti Sýrii. Střely byly vypuštěny z fregat třídy FREMM francouzského námořnictva.
V květnu 2023 uvedla americká televizní stanice CNN s odvoláním na několik vysokých západních představitelů, že Velká Británie dodala několik těchto střel Ukrajině před očekávanou ukrajinskou ofenzívou proti invazním vojskům Ruské federace. 12. května je ukrajinské síly pravděpodobně poprvé použily k útoku proti velitelství a skladu vojenského materiálu užívaných ruskými ozbrojenými silami v okupovaném Luhansku. Ukrajinské letectvo informovalo, že typ integrovalo do výzbroje strojů Suchoj Su-24.
„Mohu říci, že z celkového počtu již uskutečněných startů Storm Shadow všechny 100 % zasáhly cíle určené generálním štábem. 100 na 100, naprosto efektivní,“ poznamenal ukrajinský ministr obrany Oleksij Reznikov. Naopak ruský ministr obrany Sergej Šojgu tvrdil, že se ruské obraně za květen podařilo zachytit a zničit 29 střel Storm Shadow.
V červenci 2023 uvedl Business Insider s odvoláním se na ruskou agenturu TASS, že armáda Ruské federace dne 6. července 2023 získala nepoškozené části střely Storm Shadow, které byly převezeny ke studiu do Moskvy.
V noci na 13. září 2023 Ukrajina několika řízenými střelami Storm Shadow zasáhla suchý dok v Sevastopolu, ve kterém se nacházela výsadková loď Minsk projektu 775 (třída Ropucha) a ponorka B-237 Rostov na Donu projektu 636.3 (třída Kilo) a obě plavidla vážně poškodila. Dne 22. září Ukrajina podnikla střelami Storm Shadow úspěšný raketový útok na velitelství ruského Černomořského loďstva v sevastopolském přístavu na okupovaném Krymu, v rámci něhož si nárokovala zabití jeho velitele admirála Viktora Sokolova a 33 dalších důstojníků, a zranění okolo 100 dalších. Rusko tuto informaci nepotvrdilo.

## Uživatelé
- Egypt
  - Egyptské letectvo
- Indie
  - Indické letectvo
- Itálie
  - Aeronautica Militare
- Francie
  - Francouzské letectvo
  - Francouzské námořnictvo
- Katar
  - Katarské letectvo
- Řecko
  - Řecké vojenské letectvo
- Saúdská Arábie
  - Saúdské královské letectvo
- Spojené arabské emiráty

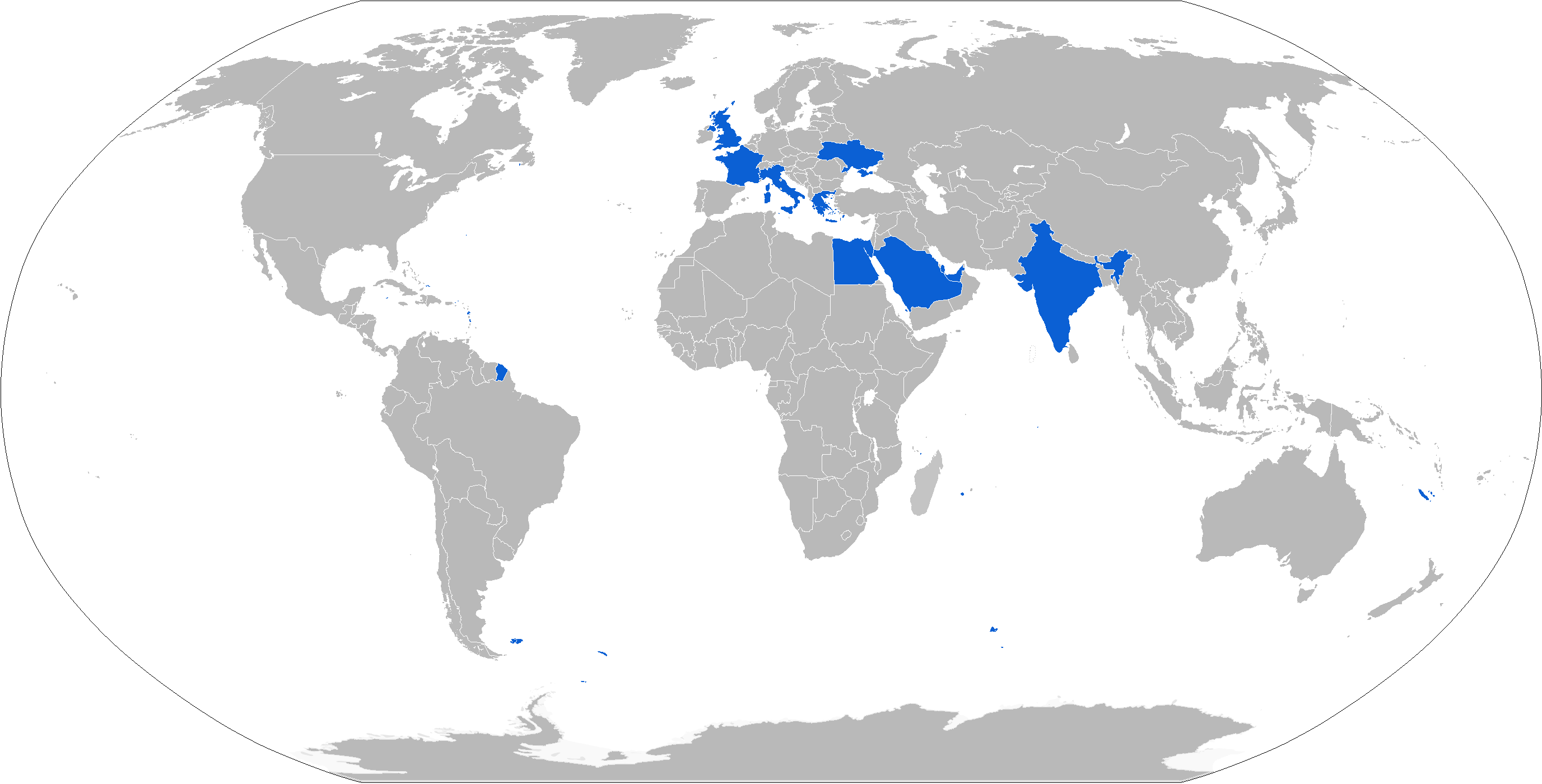
Přehled uživatelů

  - Letectvo Spojených arabských emirátů
- Spojené království
  - Royal Air Force
- Ukrajina
  - Ukrajinské letectvo